# Alslövs herrgård
Alslövs gård var ett tidigare säteri belägen vid Gennevads-ån i Tönnersjö socken, Halmstad kommun. Säteriet grundades av Johan Månsson Silfverstierna på 1650-talet.
Mangårdsbyggnaderna uppfördes 1812 och 1840. Ekonomibyggnaderna är uppförda mellan 1811 och 1857. År 1941 brann stallet ner av ett åsknedslag. Ett nytt tak uppfördes på murarna. Sedan 2000 ägs gården av Karin och Karl Nilsson. Produktionsinriktningen är inriktad på odling av spannmål, vall och konservärtor, samt nötköttsproduktion och får.